# Рязанский государственный университет имени С. А. Есенина
Ряза́нский госуда́рственный университе́т и́мени С. А. Есе́нина (РГУ имени С. А. Есенина) — федеральное государственное высшее учебное заведение Рязани. Является крупнейшим образовательным учреждением в Рязанской области. Университет носит имя великого русского поэта, уроженца Рязанской земли Сергея Есенина.
Основан в декабре 1915 года как первый в России женский учительский институт.
В университете обучается 10 тысяч студентов всех форм обучения, из которых около 5 тысяч — на очном отделении. Профессорско-преподавательский состав насчитывает более 400 человек, среди которых члены международных и российских академий, более 70 докторов наук и профессоров, 270 кандидатов наук и доцентов.

## История

### Основание
Рязанский государственный университет имени С. А. Есенина — старейшее высшее учебное заведение на рязанской земле. Его история начинается в первые годы Первой мировой войны. 7 сентября 1915 года император Николай II утвердил решение Совета Министров об открытии в Рязани первого в России женского учительского института. 27 сентября 1915 года телеграммой, посланной на имя попечителя Московского учебного округа А. Тихомирова, министр народного просвещения Российской империи граф П. Н. Игнатьев разрешил открыть в Рязани женский учительский институт.
Новое учебное заведение было размещено в помещениях частной гимназии госпожи Беккер. Большинство преподавателей института были рязанскими педагогами, работавшими в гимназиях Рязани, а также в Рязанском епархиальном училище — одном из лучших в России учреждений такого рода. Среди них были выпускники Московского, Петербургского и Юрьевского университетов, а также преподаватели с высшими учёными званиями из университетов Варшавы и Вильно, эвакуировавшиеся в Рязань в связи с захватом немецкими войсками губерний западного края. Среди тех, кто стоял у истоков университета, особенно выделялась выпускница Геттингенского университета, профессор Л. Н. Запольская — одна из первых в России женщин докторов математических наук, прозванная современниками рязанской Софьей Ковалевской.
В 1916—1917 учебном году в институте окончательно оформляются три отделения, имевшие трёхлетний срок обучения и ставшие прообразами факультетов: словесно-историческое, физико-математическое и естественно-географическое.
Несмотря на мировую войну, усилиями губернских властей и правительственных органов институту было приобретено собственное здание в центре Рязани, а с 1 июля 1917 года институт стал официально именоваться Рязанским учительским институтом.

### Довоенный Советский период
В 1918 году учебное заведение было преобразовано в педагогический институт, который был размещён в здании бывшего Рязанского епархиального женского училища.
Новый вуз осуществлял подготовку педагогических кадров по четырём направлениям: физико-математическому, естественнонаучному, географическому и историко-филологическому. В короткие сроки институт стал ведущим учебно-методическим, научным и культурным центром Рязанского края.
Рязанский учительский институт 15 октября 1918 года был преобразован в Рязанский педагогический институт, а 15 октября 1919 года в Рязанский институт народного образования.
В январе 1921 года он вновь стал называться педагогическим, а с августа 1922 года Рязанским практическим институтом народного образования (ПИНО), 1 сентября 1923 года реорганизован в педагогический техникум, на базе которого 17 сентября 1930 года был открыт Рязанский агропедагогический институт, где на агрономическим, физико-техническом, химико-биологическом, и общественно-литературном отделениях обучалось около ста студентов.
С 1932 года институт именуется педагогическим в 1933 году контингент студентов увеличился до 2555, а профессорско-преподавательский состав был представлен 3 профессорами, 11 доцентами и 39 ассистентами. Осенью 1934 года в структуру пединститута входил двухгодичный учительский институт. В вузе насчитывалось уже 17 групп дневного отделения, 5 групп учительского института, имелись вечерний институт, рабфак и отделение заочного обучения.
К началу 40-х годов действуют факультеты: физико-математический, естествознания, истории, русского языка и литературы, на которых обучалось более тысячи студентов и работало 88 преподавателей.

### Университет во время войны
В начале ноября 1941 года вуз эвакуируется в Киров, а в 1942 году — в Шацк. Директором назначается Л. С. Фрид. Весь коллектив эти годы работал под девизом «Готовить специалистов, способных сменить книгу на винтовку». В конце 1942 года при институте организуется школа медицинских сестёр, где было подготовлено 150 студенток-медсестёр, проводилась политико-массовая работа среди населения. В ноябре 1944 года институт вернулся в родное здание.
За годы войны на фронт ушло более 180 человек — студентов, преподавателей и сотрудников. Студенты факультета истории — Павел Иванович Дейнекин и Иван Михайлович Огнёв — удостоены звания героя Советского Союза. Участник Великой Отечественной войны Александр Петрович Андреев удостоен звания Героя Российской Федерации в 1995 году. Преподаватели вуза, доценты Ю. В. Фулин, Ю. И. Малышев, профессор И. П. Попов были участниками парада победы 24 июня 1945 года, а Ю. И. Малышев — участником парада Победы 9 мая 2000 года.

### Послевоенный период
Университет в послевоенный период выпустил большое количество будущих научных деятелей в самых разных сферах. Среди них Л. В. Черепнин, известный историк, академик АН СССР, А. В. Перышкин, один из основоположников методики преподавания физики, член-корреспондент АПН РСФСР, лауреат Государственной премии, А. Г. Кузьмин, известный специалист в области древнерусского летописания, Л. Л. Любимов, автор многочисленных трудов по экономической теории, Э. М. Щагин, видный учёный по аграрной истории России, заслуженный деятель науки РФ и другие.
В 1980 году институт награждён орденом «Знак почёта». В 1985 году РГПИ присвоено имя русского поэта С. А. Есенина. В 1993 году институт реорганизован в педагогический университет. В 1999 году Учёный совет университета принял решение о присвоении звания «Почётный профессор Рязанского государственного педагогического университета имени С. А. Есенина» за выдающиеся достижения в научной и педагогической деятельности.
Более 80 % учителей Рязанской области — выпускники РГУ. Начиная с 1991 года учителя Рязанской области — выпускники университета — успешно участвуют во Всероссийском конкурсе «Учитель года России», ежегодно становятся его лауреатами, а в 1995 и 1996 годах Зинаида Викторовна Климентовская и Екатерина Алексеевна Филиппова — победители названного престижного конкурса и обладатели «Хрустального пеликана».

### Университет сегодня
Согласно приказу Федерального агентства по образованию от 7.12.2005 № 1547, РГПУ получил статус классического университета и стал именоваться Рязанским государственным университетом имени С. А. Есенина.
На данный момент в вузе проводится исследовательская работа по многим направлениям. Возглавляют их  крупные ученые и академики международных и российских академий, более 70 профессоров и докторов наук, 270 доцентов и кандидатов наук. Вуз выпускает газету «Рязанский университет» и является учредителем 7 научных журналов.

## Названия[1]
- 1915—1917 — Рязанский женский учительский институт
- 1917—1918 — Рязанский учительский институт
- 1918—1919 — Рязанский педагогический институт (РПИ)
- 1919—1921 — Рязанский институт народного образования (РИНО)
- 1921—1923 — Рязанский практический институт народного образования (ПИНО)
- 1923—1930 — Педагогический техникум
- 1930—1931 — Агропедагогический институт
- 1931—1932 — Агропедкомбинат
- 1932—1985 — Рязанский государственный педагогический институт (РГПИ)
- 1985—1993 — Рязанский государственный педагогический институт им. С. А. Есенина (РГПИ им. С. А. Есенина)
- 1993—2005 — Рязанский государственный педагогический университет им. С. А. Есенина (РГПУ им. С. А. Есенина)
- С 7 декабря 2005 года — Рязанский государственный университет имени С. А. Есенина (РГУ имени С. А. Есенина)

## Структура
Университет состоит из шести институтов, 11 научно-образовательных центров, 17 научно-исследовательских лабораторий естественно-математической и общегуманитарной направленности, 3 факультетов, 46 кафедр.
В университете действуют 5 музеев. С 1998 года в университете работает студенческий театр «Переход», которому в октябре 2004 года присвоено звание Народного.
На территории университета находится Храм Покрова Пресвятой Богородицы и Святой мученицы Татианы.

### Институты и факультеты
В РГУ имени С. А. Есенина действуют 6 институтов и 3 факультета.

#### Институты
- Институт естественных наук
- Институт иностранных языков
- Институт физико-математических и компьютерных наук
- Институт психологии, педагогики и социальной работы
- Институт истории, философии и политических наук
- Юридический институт

#### Факультеты
- Факультет русской филологии и национальной культуры
- Факультет физической культуры и спорта
- Факультет экономики, социологии и управления

#### Общеуниверситетские кафедры
- Кафедра иностранных языков

### Научные центры и лаборатории

#### Научно-образовательные центры РГУ имени С. А. Есенина
- Научно-образовательный центр практической психологии и психологической службы. Создан Решением Совета РГУ имени С. А. Есенина в июне 2003 г. по инициативе кафедры общей и возрастной психологии как база практической подготовки студентов и повышения квалификации специалистов с целью формирования единого профессионального пространства психологов в регионе и оказания психологической помощи населению.
- Научно-образовательный центр «Мера»(консорциум) «Лазерные системы, нанотехнологии и методы диагностики».
- Научно-образовательный центр «Планета». Является структурным подразделением естественно-географического факультета РГУ имени С. А. Есенина.
- Научно-образовательный центр историко-гуманитарных и социально-экономических исследований

#### Научно-просветительские центры РГУ имени С. А. Есенина
- Научно-просветительский центр по изучению наследия А. И. Солженицына действует с сентября 2010 г. 8 октября 2010 г. торжественно открыт Солженицынский зал и развил активную деятельность Архивный отдел, в котором экспонируются и хранятся собранные В. И. Крыловым материалы, связанные с судьбой А. И. Солженицына (книги, журналы, фотографии, документы, письма, газетные публикации, предметы и сувенирные издания).

#### Научные центры РГУ имени С. А. Есенина
- Центр экологии космоса
- Центр по глобальному образованию
- Центр европейских языков и культур
- Аналитический центр по исследованию технологий информационной войны и контрпропаганды

#### Научно-исследовательские лаборатории РГУ имени С. А. Есенина
- Научно-исследовательская экоаналитическая лаборатория
- Научная лаборатория эволюционной экологии
- Научно-исследовательская лаборатория координационной химии
- Научно-исследовательская лаборатория по изучению и охране биоразнообразия
- Научно-исследовательская лаборатория геохимии ландшафтов
- Научно-исследовательская лаборатория лингводидактики и инновационных технологий обучения русскому языку

#### Научно-проектные лаборатории РГУ имени С. А. Есенина
- Проектная лаборатория по инновационной деятельности
- Лаборатория «Учебная бухгалтерия»

### Музеи
- Музей истории народного образования Рязанского края и истории РГУ имени С. А. Есенина. В музее экспонируются и хранятся материалы по истории главных учебных заведений Рязанского края (с XVIII века до наших дней), истории РГУ имени С. А. Есенина — первого вуза на Рязанской земле, о жизни и деятельности выдающихся преподавателей и знаменитых выпускников университета[6].
- Музей С. А. Есенина. Первый и на данный момент единственный университетский музей великого поэта среди более чем 20 государственных, общественных и народных есенинских музеев России и стран СНГ. Музей открыт 29 сентября 2005 года в канун празднования 110-й годовщины со дня рождения С. А. Есенина[7].
- Музей академика И. И. Срезневского открыт 25 мая 2007 года к 195-летию со дня его рождения, в Дни Славянской письменности и культуры, в рамках Международной научно-практической конференции «Славянские языки, письменность и культура: Исторические и современные тенденции развития науки и образования»[8].
- Учебный музей краеведения. В музее краеведения экспонируются систематические коллекции представителей всех классов, отрядов и родов насекомых, птиц и млекопитающих, обитающих на территории Рязанской области. А также тематические коллекции: редкие растения, нуждающиеся в охране, палеонтологические, археологические и этнографические находки, твёрдое ископаемое топливо, полезные ископаемые Рязанской области[9].

### Общественные организации
- Профсоюзный комитет преподавателей и сотрудников
- Профсоюзный комитет студентовЛоготип Профкома РГУ

### Другое
- Юридическая клиника
- Научная библиотека
- Студенческое научное общество
- Театр «Переход»
- Университетский храм
- Институт Конфуция
- Бассейн «Классика». Построен и открыт для посещения студентов в 2018 году. В открытии бассейна принимал участие губернатор Рязанской области Николай Викторович Любимов. Бассейн вмещает 48 человек, имеет 6 плавательных дорожек, трибуны на 146 мест, тренажерный зал и места для игры в настольный теннис.[10]

## Руководители

### Ректоры и директора
1. Александрова, Мария Алексеевна (1915—1918) — начальница;
2. Процеров, Павел Иванович (1918—1922) — ректор;
3. Кеткович, Яков Васильевич (1922—1923) — ректор;
4. Бочкин, Иван Михайлович (1930—1932) — директор;
5. Чудотворцев, Алексей Александрович (1932—1934) — директор;
6. Арбатский, Лев Васильевич (1934—1938) — директор;
7. Попов, Владимир Иванович (1938—1941) — директор;
8. Фрид, Любовь Соломоновна (1942—1945) — директор;
9. Кирьянов, Пётр Павлович (1945—1970) — ректор;
10. Клейменов, Владимир Иванович (1970—1986) — ректор;
11. Лиферов, Анатолий Петрович (1986—2007) — ректор, президент[11];
12. Козлов, Александр Николаевич (2007—2008) — и. о. ректора;
13. Шеина, Ирина Михайловна (2008—2012) — ректор;
14. Пупков, Сергей Викторович (с декабря 2012 по 15.05.2014) — и. о. ректора[12];
15. Зимин, Алексей Александрович (с 15 мая 2014 по 14.02.2017) — и. о. ректора;
16. Минаев, Андрей Иванович (с 14 февраля 2017 по 12.05.2022) —[13] ректор;
17. Демидов, Сергей Владимирович (с 29 апреля 2019 по 12.11.2019) — и. о. ректора;
18. Сулица, Олег Андреевич (с 12 мая 2022 по 30.11.2022) — и. о. ректора;
19. Мурог, Игорь Александрович (с 30 ноября 2022 по 02.04.2024) — и. о. ректора;
20. Лазуткина, Лариса Николаевна (с 12.04.2024 по 27.08.2024) — и.о. ректора;
21. Боков, Дмитрий Александрович (с 27.08.2024 по настоящее время) — ректор.

### Президенты
1. Лиферов, Анатолий Петрович (с 2007 по 2017) — президент

## Главный корпус
Центральным объектом архитектурного комплекса университета является его главный корпус (№ 1).
Здание было спроектировано помощником губернского архитектора И. В. Стопычевым специально для учебных целей и по описаниям современников представляло собой «Корпус трёхэтажный о 202 окнах, крытый железом… Стоя на возвышеннейшем, лучшем и срединном в городе месте, для зрителя он красуется со всех сторон, господствует над всеми зданиями города и как бы венчает город». Строительство здания велось на средства прихожан рязанских храмов и было завершено в 1881 году, осенью того же года в него переехало Рязанское епархиальное училище. Строение поражало современников своими размерами и великолепием, калориферной системой отопления, что было новшеством для Рязани.
С точки зрения архитектуры здание представляет собой несомненную ценность и отличается изяществом форм, выразительностью фасада, продуманной внутренней планировкой и прекрасной акустикой. В центре здания на втором и третьем этажах располагалась двухсветная домовая церковь, имевшая один из наиболее богатых иконостасов среди храмов Рязани. Все иконописные и иконостасные работы выполнены в мастерской художника-иконописца Николая Васильевича Шумова. В 1898 году к зданию была сделана каменная пристройка, спроектированная епархиальным архитектором И. С. Цеханским.

## Научная библиотека РГУ
Библиотека университета открылась в 1915 году и приняла в свои фонды книги из фондов библиотеки при женском епархиальном училище. На 1 января 2012 года в фонде библиотеки более 837072 единиц хранения. Библиотека поддерживает репертуар на 440 периодических изданий. Научная библиотека РГУ имени С. А. Есенина — одна из ведущих библиотек учебных заведений региона и вторая в регионе по величине фонда.
Фонд библиотеки состоит из собраний научной, учебной, и справочной литературы, периодических изданий, иностранной литературы на английском, немецком и французском языках, компакт-дисков, аудиовизуальных документов, электронных изданий. В фонде редких книг собрана ценная коллекция отечественных изданий XVIII—XIX вв., основу которого составляет наследие библиотеки епархиального училища.
В библиотеке функционирует 12 подразделений: абонемент учебной литературы, абонемент научной литературы, абонемент художественной литературы, сектор редких книг, библиотека института психологии, педагогики и социальной работы, библиотека факультета юриспруденции и политологии, библиотека факультетов экономики и социологии и управления, отдел информационного обслуживания и подготовки баз данных, отдел комплектования и научной обработки документов, комплексный читальный зал, читальный зал периодических изданий, справочный зал каталогов.
13 февраля 2006 года в Научной библиотеке открыт виртуальный читальный зал Российской Государственной Библиотеки, в котором пользователи имеют возможность работать с электронными версиями диссертаций.

## Биологическая станция
Биологическая станция — это учебно-опытная база естественно-географического факультета, где проводятся занятия в период учебно-полевых и исследовательских практик, научная работа преподавателей, аспирантов и студентов, семинары и практикумы с учителями биологии и учащимися школ города Рязани и области; обеспечивается декоративное оформление территории университета.
Территория, занимаемая биостанцией в её современном виде, начала обустраиваться и развиваться в 1870-е гг., когда Рязанское училище для девиц духовного звания было преобразовано в Рязанское епархиальное женское училище. Возведение нового трёхэтажного корпуса началось 24 июня 1879 года на месте бывшей усадьбы надворного советника И. М. Кедрова на Владимирской улице, владевшего большим садом. 23 февраля 1918 года училище было закрыто, а в сентябре 1918 года здание с прилежащими к нему службами и садом было передано Рязанскому женскому учительскому институту, который с октября 1918 года стал Рязанским педагогическим институтом. Биостанция Рязанского педагогического института была создана в 1937 году. Её возглавил В. Н. Вершковский.
Биостанция занимает 1,3 га и имеет следующую структуру: участок альпинария, дендрологический участок, участок размножения растений, участок научно-исследовательских работ, оранжерея, газоны и цветники, агроцентр.
Коллекция древесных растений насчитывает более 170 видов и 80 форм (гибридов, сортов), участок альпинария находится в процессе формирования, на нём произрастает около 50 видов (и форм), коллекция редких видов растений Рязанской области, занесённых в Красную книгу, насчитывает 19 видов.
В экспозиционном отделе оранжереи биостанции выращивается около 150 видов растений. Здесь же ведётся весеннее выращивание рассады для оформления цветников университета.

## Астрономическая обсерватория
В 1919 году в Рязанском педагогическом институте преподавателем физики Яковом Васильевичем Кетковичем была открыта астрономическая площадка. Располагалась она на крыше учебного корпуса РГПИ, построенного в 1881 году для Рязанского Епархиального женского училища.
Астрономическая обсерватория в её современном виде появилась в 1969 году в составе станции наблюдений ИСЗ, когда была построена наблюдательная площадка на учебном корпусе № 2 РГПИ. После прекращения действия станции наблюдений ИСЗ с 1994 года стала самостоятельным структурным образованием Рязанского государственного университета имени С. А. Есенина. Относится к уникальным объектам вузов Рособразования.
Координаты: 54°38′ с. ш. 39°45′ в. д., высота над уровнем моря 110 м.
Инструменты обсерватории:
- 430-мм телескоп системы Ричи — Кретьена;
- 250-мм экспедиционный телескоп Кассегрена на экваториальной монтировке;
- 200-мм экспедиционный телескоп Ньютона на монтировке EQ-6;
- ТЗК, БМТ, школьные телескопы;
- метеорный патруль на базе телевизионных камер «Watec-902H»;
- фотоэлектрические фотометры на базе ФЭУ-79 и ФЭУ-86.

Обсерватория располагает уникальной библиотекой астрономических изданий из ~1000 книг.

## Почётные профессора РГУ
1. Аксёнов, Владимир Викторович
2. Акульшин, Пётр Владимирович
3. Беляева, Валентина Александровна
4. Богатова Галина Александровна
5. Булаев, Николай Иванович
6. Воронин, Александр Борисович
7. Воронцов, Константин Петрович
8. Герхард В. Витткемпер
9. Гребенкина, Лидия Константиновна
10. Кирьяков, Борис Сергеевич
11. Клейменов, Владимир Иванович
12. Козлов, Геннадий Яковлевич
13. Козляков, Вячеслав Николаевич
14. Колесник, Николай Иванович
15. Колкер, Яков Моисеевич
16. Коненков, Николай Витальевич
17. Костикова, Лидия Петровна
18. Кривцов, Вячеслав Андреевич
19. Левин, Макс Феликсович
20. Лиферов, Анатолий Петрович
21. Лосев, Юрий Иванович
22. Малахов, Михаил Георгиевич
23. Малышев, Юрий Иванович
24. Никольский, Александр Александрович
25. Пань Фулинь
26. Подоль, Рудольф Янович
27. Романов, Алексей Алексеевич
28. Сафин, Равиль Сафинович
29. Севастьянова, Алла Александровна
30. Сластенин, Виталий Александрович
31. Степанов, Андрей Иванович
32. Степанов, Владимир Анатольевич
33. Сухов, Анатолий Николаевич
34. Терехин, Михаил Тихонович
35. Фадеев, Вячеслав Алексеевич
36. Филимонов, Сергей Владимирович
37. Шанский, Николай Максимович
38. Щагин, Эрнст Михайлович
39. Попов, Юрий Евгеньевич

## Резонансные события

### Фальшивые диссертации
В ряде СМИ опубликованы материалы с обвинениями в адрес и. о. ректора Сергея Пупкова в плагиате при написании докторской диссертации. Обвинение строится на сопоставлении текстов авторефератов О. К. Поздняковой (2006 г.) и С. В. Пупкова (2010 г.). Эти тексты в значительной степени совпадают, что позволяет оппонентам обвинять Пупкова в плагиате, так как он защищал диссертацию после Поздняковой. После обвинений в плагиате даже партия Справедливая Россия, которую Пупков представлял в областной думе, обращалась в Высшую аттестационную комиссию при Министерстве образования и науки РФ с просьбой отклонить его кандидатуру в конкурсе на пост ректора университета. Вскоре стало известно, что Сергей Пупков снял свою кандидатуру по собственному желанию. Пупков оставался в должности и. о. ректора до 15 мая 2014 года, пока не был назначен его преемник А. А. Зимин в таком же качестве.

### Безвозмездная аренда площадей
В 2015 году ряд рязанских СМИ обратил внимание на факт сдачи университетом своих площадей в безвозмездную аренду предпринимателю для организации буфета. Решение ректора РГУ имени С. А. Есенина Алексея Зимина подписать невыгодный для образовательного учреждения договор вызвал широкий общественный резонанс.
В договоре об оказании услуг по организации питания не была указана сумма арендной платы, которую мог бы получить вуз. Более того, университет брал на себя обязательства по обеспечению помещения буфета водоснабжением, светом и отоплением. Из-за общественного резонанса торговля в буфете стала вестись без вывески и реквизитов арендатора, что являлось незаконным действием. Данным фактом заинтересовалось Росимущество и Федеральная антимонопольная служба.

### Скандал на национальной почве
В 2015 году в стенах университета произошёл резонансный конфликт между профессором Константином Дагаргулией и охранником главного корпуса. Профессор вышел на улицу и, забыв телефон, решил вернуться на рабочее место. Охранник отказался пропускать работника и оскорбил его, употребляя в разговоре ругательные слова по отношению к национальному происхождению профессора.
Профессор Дагаргулия потребовал у ректора РГУ имени С. А. Есенина Алексея Зимина принять меры в связи с произошедшим инцидентом и перевести данного охранника на другой объект университета. Ректор не принял никаких мер и отказался от комментариев по данной ситуации. Константин Дагаргулия после отказа ректора действовать написал заявление и покинул университет после 25 лет работы в РГУ.

### Арест ректора Минаева А. И.
1 апреля 2019 года ректор РГУ имени С. А. Есенина Минаев Андрей Иванович был задержан по подозрению в злоупотреблении должностными полномочиями и мошенничестве в особо крупном размере. Ректор был взял под стражу в здании Больницы скорой медицинской помощи. Вместе с Минаевым была задержана проректор Е. А. Кирьянова. Им вменялось присвоение бюджетных средств университета. Сигнал о возможном нарушении закона был получен после того, как ректор выписал премии деканам факультетов с требованием вернуть большую часть средств на карту Кирьяновой (на сумму более миллиона рублей). Деньги планировалось направить на приём комиссии Рособрнадзора.
5 апреля Советский районный суд г. Рязани взял Минаева под стражу до 31 мая. На суде присутствовала поддержка ректора в лице коллег и студентов университета. Кроме этого, выпускники и студенты РГУ имени С. А. Есенина запустили в социальных сетях акцию с хэштегом «#СвободуМинаеву» и петицию с требованием смягчить меру пресечения ректора и вмешаться в ход дела губернатору Рязанской области Николаю Любимову. Петиция была подписана около 2000 человек.
Уже 15 апреля Рязанский областной суд удовлетворил ходатайство защиты и изменил меру пресечения Минаева на домашний арест. На время следствия университет временно возглавил проректор С. В. Демидов.
Следствие по делу Минаева завершилось в ноябре 2019 года, когда обвинения по статье о мошенничестве были сняты, а по статье о превышении должностных полномочий Минаеву был присуждён штраф. Минаев вернулся к должности ректора РГУ имени С. А. Есенина 12 ноября, когда провёл пресс-конференцию, где заявил, что вины за содеянное не признаёт и не считает себя ни героем, ни жертвой, а лишь ректором Рязанского государственного университета имени С. А. Есенина.